# Oxyspora curtisii
Oxyspora curtisii är en tvåhjärtbladig växtart som beskrevs av George King. Oxyspora curtisii ingår i släktet Oxyspora och familjen Melastomataceae. Inga underarter finns listade i Catalogue of Life.